# تيخو (فوهة قمرية)

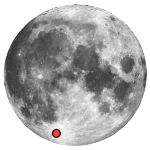
موقع الفوهة

فوهة تيخو (بالإنجليزية: Tycho crater)‏ هي فوهة بركانية بارزة تقع جنوب المرتفعات القمرية ، وقد سميت نسبة إلى العالم الفلكي الدانماركي تيخو براهي (1546-1601) ، وهي حفرة صغيرة نسبيا وقدر عمرها حوالي 108 مليون سن استنادا إلى تحليل عينات من أشعة الحفرة المستردة خلال مهمة أبولو 17